# Eja Siepman van den Berg
Eja Johanna Siepman van den Berg (Helena Johanna Siepman van den Berg, * 17. Dezember 1943 in Eindhoven) ist eine niederländische Bildhauerin.

## Leben
Eja Siepman van den Berg wurde in Eindhoven geboren. Zwischen 1962 und 1967 studierte sie an der Reichsakademie in Amsterdam und wurde von Paul Grégoire und Piet Esser ausgebildet.
Sie ließ sich stark von Charles Despiau inspirieren und kann als Vertreterin der Gruppe der figurativen Abstraktion (Groep van de figuratieve abstractie) angesehen werden. Hauptthema ihrer Arbeiten ist der menschliche (weibliche) Körper, den sie in Bronze und Marmor darstellt.

## Werke

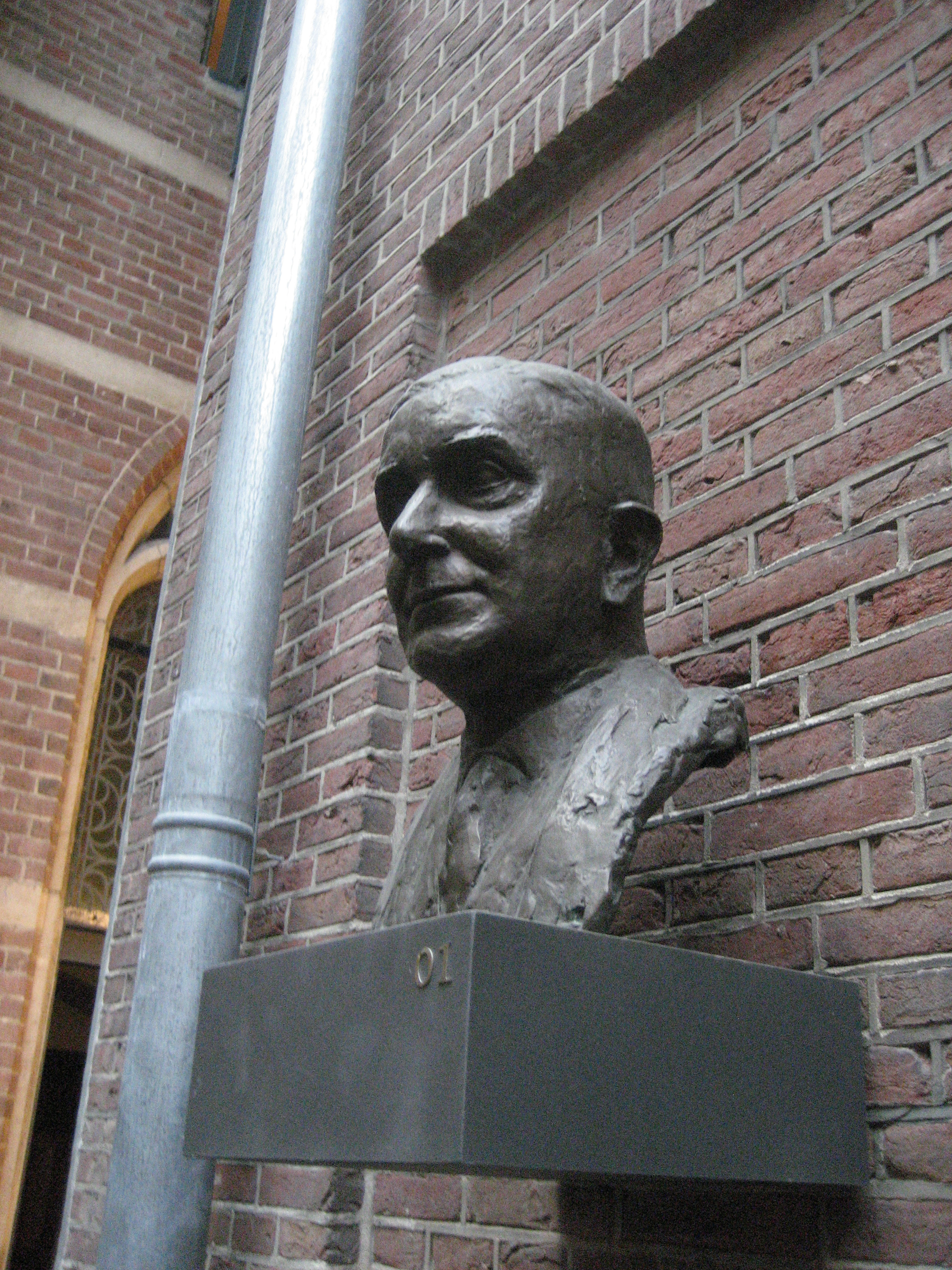
Rudolph Cleveringa, Universität Leiden 1981
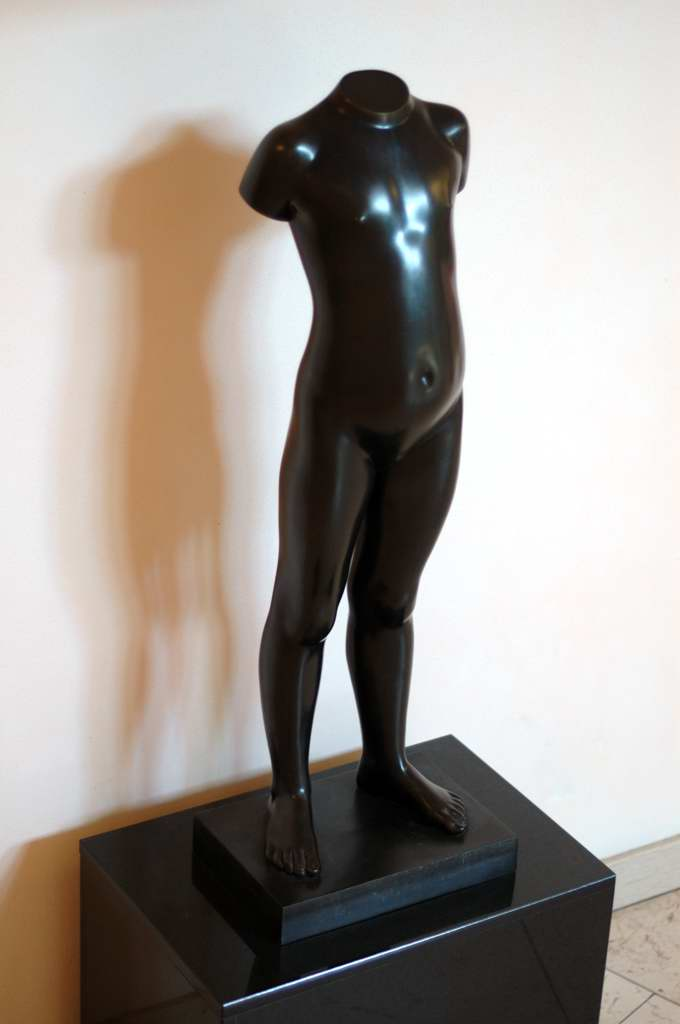
Staand meisje – 58, 1985
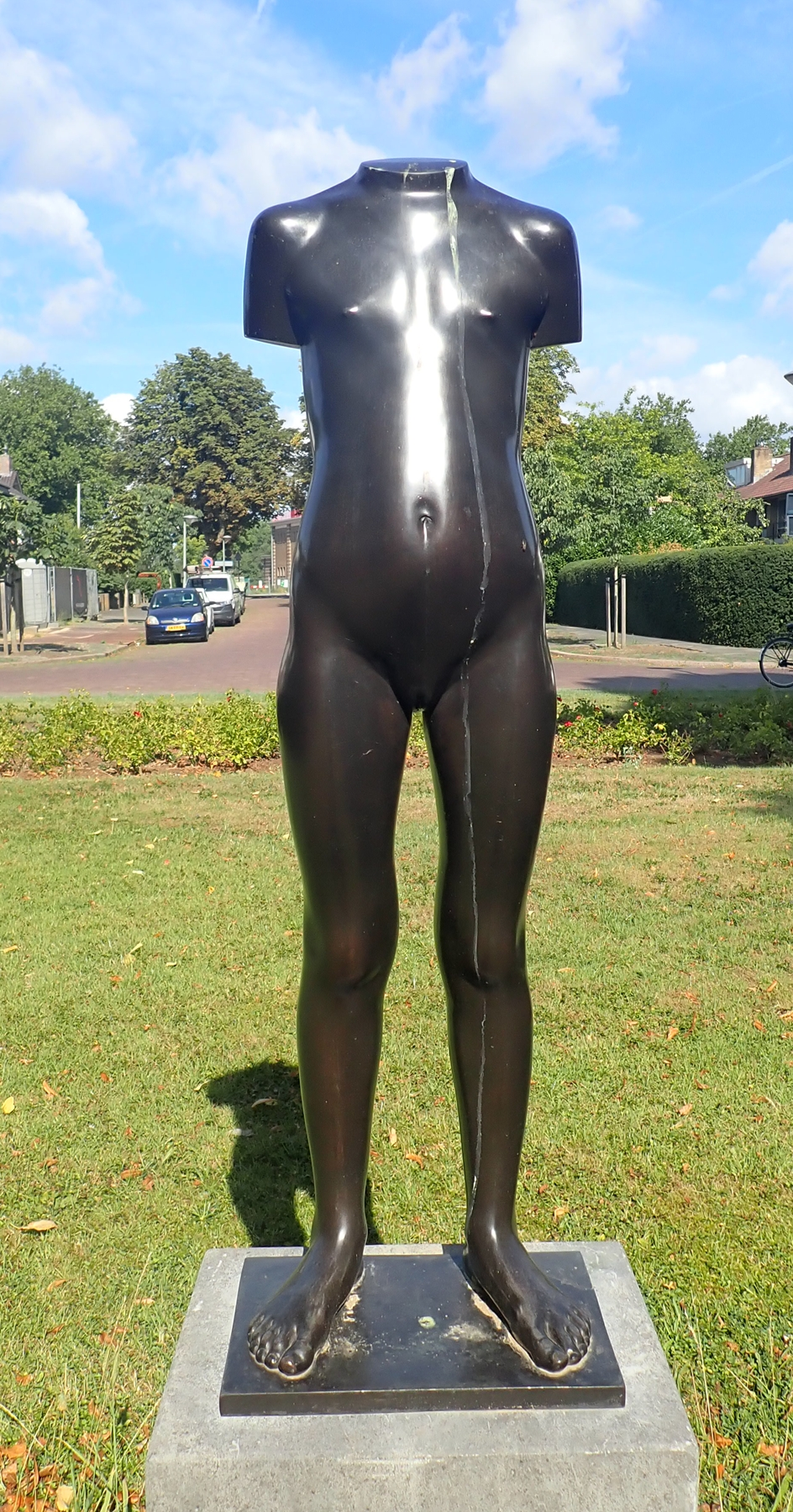
Staand meisje
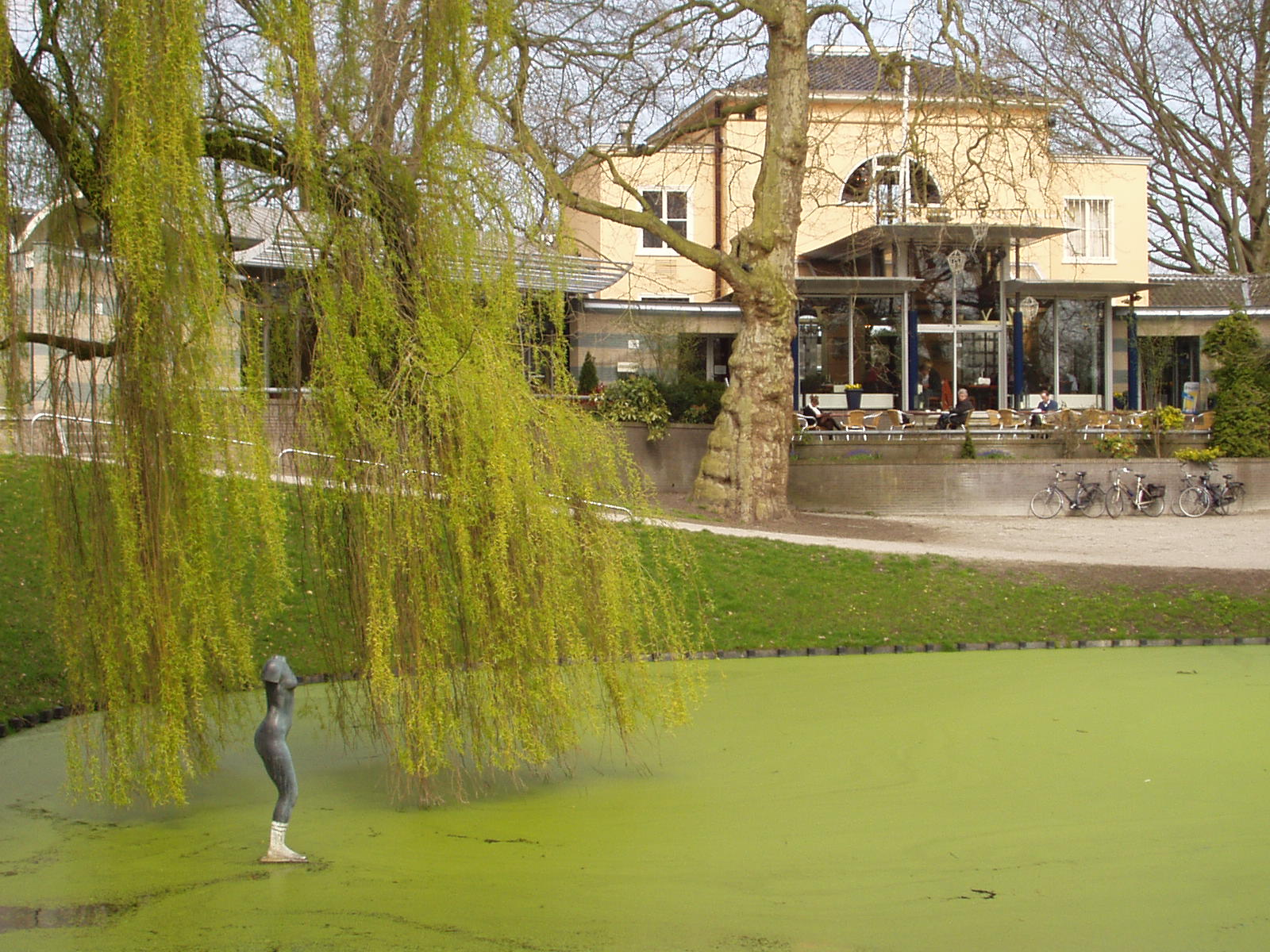
Zig Zag, Leeuwarden 1996

## Auszeichnungen und Ehrungen
- 1967 Prix de Rome
- 1978 Charlotte van Pallandtprijs
- 2017 Wilhelminaring